# Camilla Laureti
Camilla Laureti (Roma, 20 maggio 1975) è una politica italiana, dal 12 gennaio 2022 europarlamentare per il Partito Democratico, di cui è responsabile alle politiche agricole e alimentari nella segreteria nazionale, e vicepresidente del Gruppo dei Socialisti & Democratici.

## Biografia
Nata a Roma, da una famiglia originaria di Spoleto (Perugia), dov'è residente stabilmente, si laurea in storia contemporanea all'Università di Roma "La Sapienza" con una tesi dedicata ai diari dei soldati inglesi sulla Linea Gustav, cominciando subito dopo l'attività di giornalista radiofonica prima presso l'ANSA e in seguito presso Radio Città Futura, diventando giornalista professionista nel 2006.

### Attività politica
Oltre all'attività giornalistica, si è dedicata anche alla comunicazione politica nelle vesti di addetta stampa, lavorando per la presidenza della Regione Lazio e per l'associazione politica Italia Futura di Luca Cordero di Montezemolo.
Dal 2013 al 2014 si è occupata della comunicazione dell'assessore al lavoro nella prima giunta regionale del Lazio guidata da Nicola Zingaretti Lucia Valente.

#### Assessore e Consigliera comunale di Spoleto
Nel 2014 viene nominata assessore alla cultura e al turismo nella giunta comunale di Spoleto guidata da Fabrizio Cardarelli, incarico che mantiene fino alla conseguente decadenza della giunta di Cardarelli (morto nel 2017).
Alle elezioni comunali in Umbria del 2018 viene candidata a sindaco di Spoleto, sostenuta da una coalizione formata da Partito Democratico (PD), Spoleto Sì - Socialisti Riformisti e Ora Spoleto, raccogliendo il 33,95% dei voti al primo turno e accedendo al ballottaggio con il candidato di centro-destra Umberto De Augustinis (37,21%), dove raccoglie il 49,73% e viene superata da De Augustinis (50,27%) per uno scarto di pochissimi voti (86). Viene comunque eletta consigliera comunale in quanto candidata sindaco non eletta.
Alla comunali umbre del 2021 si candida al consiglio comunale di Spoleto, nelle liste del PD a sostegno del candidato sindaco del centro-sinistra e Movimento 5 Stelle Andrea Sisti, risultando eletta consigliera comunale come la più votata ed eletta capogruppo del PD in consiglio comunale, rimanendo in carica fino al 5 settembre 2022. A giugno dello stesso anno viene eletta segretaria provinciale del PD a Perugia.

#### Europarlamentare
Alle elezioni europee del 2019 viene candidata al Parlamento europeo, tra le liste del Partito Democratico - Siamo Europei nella circoscrizione Italia centrale, raccogliendo 46.591 preferenze ma risultando la seconda dei non eletti. Tuttavia il 12 gennaio 2022 diventa europarlamentare, subentrando al defunto David Sassoli. Nella IX legislatura è stata componente della Commissione per i bilanci, della Commissione per l'agricoltura e lo sviluppo rurale e della Delegazione per le relazioni con il Canada, oltreché membro sostituto della Commissione per lo sviluppo regionale, della Delegazione alla commissione parlamentare di associazione UE-Moldova e della Delegazione all'Assemblea parlamentare Euronest.
Alle primarie del PD del 2023 sostiene la mozione di Elly Schlein, deputata ed ex vicepresidente della Regione Emilia-Romagna, che risulterà vincente con il 53,75% dei voti. Successivamente ad aprile viene nominata responsabile con delega alle politiche agricole e alimentari nella segreteria nazionale del PD.
Alle elezioni europee del 2024 viene ricandidata al Parlamento europeo, tra le liste del PD nella circoscrizione Italia centrale in terza posizione, venendo questa volta eletta europarlamentare con 64.755 preferenze. Successivamente diventa prima vicepresidente del gruppo parlamentare dei Socialisti & Democratici..